# Banque internationale pour le commerce et l'industrie du Sénégal
La Banque internationale pour le commerce et l’industrie du Sénégal (BICIS) est une banque sénégalaise. La banque, filiale du Groupe BNP Paribas, est dirigée par Bernard LEVIE, Administrateur Général. Elle compte 32 agences et 478 collaborateurs et affiche un résultat de 9,5 milliards de FCFA en 2017.

## Activités
Le classement des 200 premières banques africaines situe la société à la 119e place en 2007 (106e l'année précédente). C'est la troisième banque sénégalaise dans ce palmarès annuel.
La Bicis est chargée de gérer le déploiement du partenariat signé le 8 mars 2019 entre le groupe BNP Paribas et l’ONU Femmes. La banque européenne a choisi de subventionner à hauteur de 1 milliard de FCFA sur une période de 3 ans le projet PAFADD dont l’objectif est d’aider et accompagner les femmes agricultrices dans la formulation de leur demande de crédit, visant à financer et accroitre leur activité. Le projet permet de renforcer l’engagement de la banque pour l’autonomisation des femmes et une agriculture qui mise sur le développement durable.

## Histoire
- 1962 : Création de la BICIS, société anonyme de droit sénégalais au capital de FCFA 500 millions détenu par la BNP à hauteur de 51 %. La BICIS prend le relais de la Banque Nationale pour le Commerce et l'Industrie (BNCI) présente au Sénégal depuis 1939, à travers sa succursale de Dakar et ses agences régionales de Thiès et Saint-Louis.
- 2002 : La BICIS devient la première banque de l’UEMOA et de l’Afrique noire francophone à obtenir une certification ISO.
- 2009 : Augmentation de capital de FCFA 5 milliards à FCFA 10 milliards par incorporation de réserve